# Gross Sidelhorn
Gross Sidelhorn – szczyt w Alpach Berneńskich, części Alp Zachodnich. Leży w Szwajcarii w kantonach Valais i Berno. Należy do głównego łańcucha Alp Berneńskich. Można go zdobyć ze schronisk Bäregghütte (2451 m) lub Husegghütte (2441 m).